# Kurt Lundquist
Kurt Anders Valdemar Lundquist (Göteborg, 27 novembre 1925 – Göteborg, 12 luglio 2011) è stato un velocista svedese.

## Palmarès
- Giochi olimpici

Londra 1948: bronzo nella staffetta 4×400 metri.